# Gopo 2013
Gopo 2013 a fost festivitatea de premiere a celor mai reușite prestații din industria cinematografică românească care acoperă toate filmele difuzate între 1 ianuarie și 31 decembrie 2012. Festivitatea a avut loc pe data de 25 martie 2013 iar gazda festivității a fost actorul Mihai Bobonete. Cel mai important film românesc al anului 2012, „După dealuri“, în regia lui Cristian Mungiu, nu s-a regăsit printre nominalizări, organizatorii declarând că regizorul nu a dorit ca pelicula sa să intre în competiție.
În acest an n-a existat nici o nominalizare la categoria "Cea mai bună actriță în rol principal", juriul neavând de unde alege. În competiția pentru nominalizări au intrat 61 de filme românești lansate în cinematografe sau în festivaluri în anul 2012.
Premiile Gopo au început printr-un omagiu adus regretatei actrițe Irina Petrescu, care s-a stins din viață la 19 martie 2013.

## Nominalizări și câștigători
Nominalizările au fost anunțate la 26 februarie 2013. Câștigătorii apar cu  font îngroșat .
| Cel mai bun film | Cel mai bun regizor |
| --- | --- |
| - Toată lumea din familia noastră – Ada Solomon - Despre oameni și melci – Tudor Giurgiu, Oana Giurgiu - Undeva la Palilula – Tudor Giurgiu - Visul lui Adalbert – Gabriel Achim, Monica Lăzurean-Gorgan | - Radu Jude – Toată lumea din familia noastră - Gabriel Achim – Visul lui Adalbert - Silviu Purcărete – Undeva la Palilula - Tudor Giurgiu – Despre oameni și melci |
| Cel mai bun actor | Cea mai bună actriță |
| - Șerban Pavlu – Toată lumea din familia noastră pentru rolul Marius - Adrian Titieni – Și caii sunt verzi pe pereți pentru rolul Tocitu - Gabriel Spahiu – Visul lui Adalbert pentru rolul Iulică Ploscaru | nu s-a acordat |
| Cel mai bun actor în rol secundar | Cea mai bună actriță în rol secundar |
| - Gabriel Spahiu – Toată lumea din familia noastră pentru rolul Aurel - Doru Ana – Visul lui Adalbert pentru rolul Lefărdau - Sorin Leoveanu – Undeva la Palilula pentru rolul Gogu - Tudor Smoleanu – Și caii sunt verzi pe pereți pentru rolul Buzilă | - Mihaela Sîrbu – Toată lumea din familia noastră pentru rolul Otilia - Alina Berzunțeanu – Despre oameni și melci pentru rolul Carmen - Ozana Oancea – Visul lui Adalbert pentru rolul Lidia Spătaru - Tamara Buciuceanu-Botez – Toată lumea din familia noastră pentru rolul Coca |
| Cel mai bun scenariu | Cea mai bună imagine |
| - Radu Jude, Corina Sabău – Toată lumea din familia noastră - Dan Chișu – Și caii sunt verzi pe pereți - Gabriel Achim, Cosmin Manolache – Visul lui Adalbert - Ionuț Teianu – Despre oameni și melci | - Adrian Silișteanu – Undeva la Palilula - Liviu Mărghidan – Tatăl fantomă - Ovidiu Gyarmath – Și caii sunt verzi pe pereți |
| Cel mai bun montaj | Cel mai bun sunet |
| - Cătălin Cristuțiu – Undeva la Palilula - Andrei Iancu – Și caii sunt verzi pe pereți - Ioachim Stroe – Tatăl fantomă - Nita Chivulescu – Despre oameni și melci | - Tudor Petre, Cristinel Șirli, Cristian Tarnovețchi, Florin Tăbăcaru – Undeva la Palilula - Cristinel Șirli, Cristian Tarnovețchi, Florin Tăbăcaru – Despre oameni și melci - Eckhard Dux, Cristian Tarnovețchi, Ansgar Frerich, Daniel Iribaren – Tatăl fantomă - Florian Ardelean, Dragoș Stanomir, Cristinel Șirli, Alexis Marzin – Și caii sunt verzi pe pereți - Simone Galavazi, Dana Bunescu – Toată lumea din familia noastră |
| Cea mai bună muzică originală | Gopo pentru cele mai bune decoruri |
| - Vasile Șirli – Undeva la Palilula - Johannes Malfatti – Tatăl fantomă - Paul Ilea – Și caii sunt verzi pe pereți - Vlaicu Golcea – Despre oameni și melci | - Helmut Sturmer, Dragoș Buhagiar – Undeva la Palilula - Gabriel Nechita – Tatăl fantomă - Vali Ihigheanu – Visul lui Adalbert |
| Cele mai bune costume | Cel mai bun machiaj și cea mai bună coafură |
| - Lia Manțoc – Undeva la Palilula - Augustina Stanciu – Toată lumea din familia noastră - Dana Istrate – Despre oameni și melci | - Dana Roșanu, Minela Popa, Ionel Popa, Doina Popa – Undeva la Palilula - Cristina Ilie, Domnica Bogdan – Visul lui Adalbert - Gabriela Crețan, Elena Tudor – Tatăl fantomă |
| Cel mai bun film documentar | Cel mai bun film de scurt metraj |
| - Turn off the lights – producător: Cătălin Mitulescu, Daniel Mitulescu, regia: Ivana Mladenovic - 8 martie – producător: Tudor Giurgiu, regia: Alexandru Belc - Aici...adică acolo – producător: Ada Solomon, Alexandru Solomon, regia: Laura Căpățână Juller - Gone Wild – producător: George Bucur, Ton Okkerse, regia: Dan Curean - Un gând, un vis, doyle...și-un pix – producător: Bogdan Ilie-Micu, regia: Bogdan Ilie-Micu | - Chefu’ – producător: Monica Lăzurean-Gorgan, regia: Adrian Sitaru - Blu – producător: Radu Stancu, regia: Nicolae Constantin Tănase - De azi înainte – producător: Mihaela Stoian, Daniel Pîrvulescu, regia: Dorian Boguță - Pastila fericirii – producător: Sorin Botoșeneanu, regia: Cecilia Felmeri - Tatăl meu e cel mai tare – producător: Andrei Boncea, regia: Radu Potcoavă                                                  |
| Gopo pentru debut | Gopo pentru tânără speranță |
| - Visul lui Adalbert – regia: Gabriel Achim - O lună în Thailanda – regia: Paul Negoescu - Undeva la Palilula – regia: Silviu Purcărete | - Nicolae Constantin Tănase – pentru regia filmului "Blu" - Adrian Cristea – pentru scenografia filmului "Chefu’" - Cătălin Jugravu – pentru rolul Ștefan din filmul "De azi înainte" - Radu Ștefan Fulga – pentru imaginea filmului "Gândacul" |
| Premiul publicului | Premiu pentru întreaga carieră |
| - Despre oameni și melci – (cei mai mulți spectatori – 63.778) - Minte-mă frumos – (cele mai mari încasări - 956.036 lei) | - Mitică Popescu |
| Premiu pentru întreaga activitate | Premiul Pro Cinema |
| - Constantin Codrescu | - Adrian Titieni |

## Filme cu multiple nominalizări
- Undeva la Palilula  – 11
- Toată lumea din familia noastră  – 9
- Visul lui Adalbert  – 9
- Despre oameni și melci  – 8
- Tatăl fantomă  – 6

## Filme cu multiple premii
- Undeva la Palilula  – 7
- Toată lumea din familia noastră  – 6